# Райнхард фон Хелмщат
Райнхард фон Хелмщат (на немски: Reinhard von Helmstatt; * 1400; † 19 март 1456, Уденхайм, Рейнланд-Пфалц) е 62-ри епископ на Шпайер (1438 – 1456) след чичо му Рабан фон Хелмщат.

## Живот
Той е шестият син на Йохан (Ханс) фон Хелмщат († 1422), господар на Бишофсхайм-Грумбах, амтман на Лаутербург, и Гуитгин (Гута) Кнебел фон Катценелнбоген (* ок. 1369), дъщеря на рицар Даем Кнебел фон Катценелнбоген († 1410) и Кунигунда фон Ерлингхайм. Брат е на Ханс II фон Хелмщат († сл. 1475), баща на Лудвиг фон Хелмщат († 1504), епископ на Шпайер (1478 – 1504). Внук е на рицар Випрехт I фон Хелмщат († 1408), който е близък с крал Рупрехт и от 1401 г. съветник на сина му Лудвиг III. Племенник е на Рабан фон Хелмщат (1362 – 1439), който е епископ на Шпайер (1396 – 1438) и архиепископ на Трир (1430 – 1439).
За да стане епископ, Райнхард трябва да вземе служба като катедрален пропс, на който обаче е Хайнрих фон Хелмщат, който е принуден да напусне през 1424 г. Другият му брат Ханс II фон Хелмщат, амтман на Лаутербург, обаче трябва да го арестува и го задържа до 1436 г.
Райнхард фон Хелмщат е избран на 8 януари 1438 г. за епископ на Шпайер и започва службата си през юли 1438 г. През 1447 г. той поставя основателния камък за църквата Либфрауен в Брухзал.
Райнхард фон Хелмщат умира на 19 март 1456 г. на 56 години в Уденхайм след 17 години и 7 месеца. След него епископ на Шпайер става Зигфрид III фон Венинген (1456 – 1459).